# Foxtel Movies
Foxtel Movies là một kênh truyền hình trả tiền phim kênh ở Úc đó bắt đầu phát sóng từ 1 tháng 1 năm 2013, thuộc sở hữu của Foxtel

## Kênh
Kênh bao gồm 10 kênh, tất cả với 4  kênh HD và 2 kênh  SD.